# Take This to Your Grave
Take This to Your Grave – pierwszy album amerykańskiego zespołu poppunkowego Fall Out Boy, nagrodzony w 2005 roku Złotą Płytą. To pierwsza płyta tej grupy wydana przez wytwórnię Fueled by Ramen. Na płytę złożyły się 3 sekcje demowe – przy nagrywaniu trzeciej z nich zespół zdecydował się złączyć próbny materiał w jedną całość.
25 stycznia 2005 roku wydana została specjalna edycja płyty, zatytułowana Take This to Your Grave: The Director's Cut. Wcześniej została również wypuszczona na rynek limitowana wersja albumu na płycie winylowej. Obie rzadkie edycje Take This to Your Grave zawierają bonusowe utwory.

## Lista utworów
1. "Tell That Mick He Just Made My List of Things to Do Today"[a] – 3:30
2. "Dead on Arrival" – 3:14
3. "Grand Theft Autumn / Where Is Your Boy" – 3:11
4. "Saturday" – 3:36
5. "Homesick at Space Camp" – 3:08
6. "Sending Postcards From a Plane Crash (Wish You Were Here)" – 2:56
7. "Chicago Is So Two Years Ago" – 3:19
8. "The Pros and Cons of Breathing" – 3:21
9. "Grenade Jumper" – 2:58
10. "Calm Before the Storm" – 4:27
11. "Reinventing the Wheel to Run Myself Over" – 2:21
12. "The Patron Saint of Liars and Fakes" – 3:19
13. "Roxanne" (cover The Police)[b] – 3:12
14. "Grand Theft Autumn / Where Is Your Boy (Millennium Version)"[c], – 3:50

## Wykonali
- Patrick Stump – śpiew, gitara, kompozycja utworów
- Peter Wentz – gitara basowa, śpiew towarzyszący, autor tekstów
- Joe Trohman – gitara
- Andy Hurley – perkusja